# Eurya magniflora
Eurya magniflora är en tvåhjärtbladig växtart som beskrevs av P.Y. Mao och P.X. He. Eurya magniflora ingår i släktet Eurya och familjen Pentaphylacaceae. Inga underarter finns listade i Catalogue of Life.